# Diego Laínez

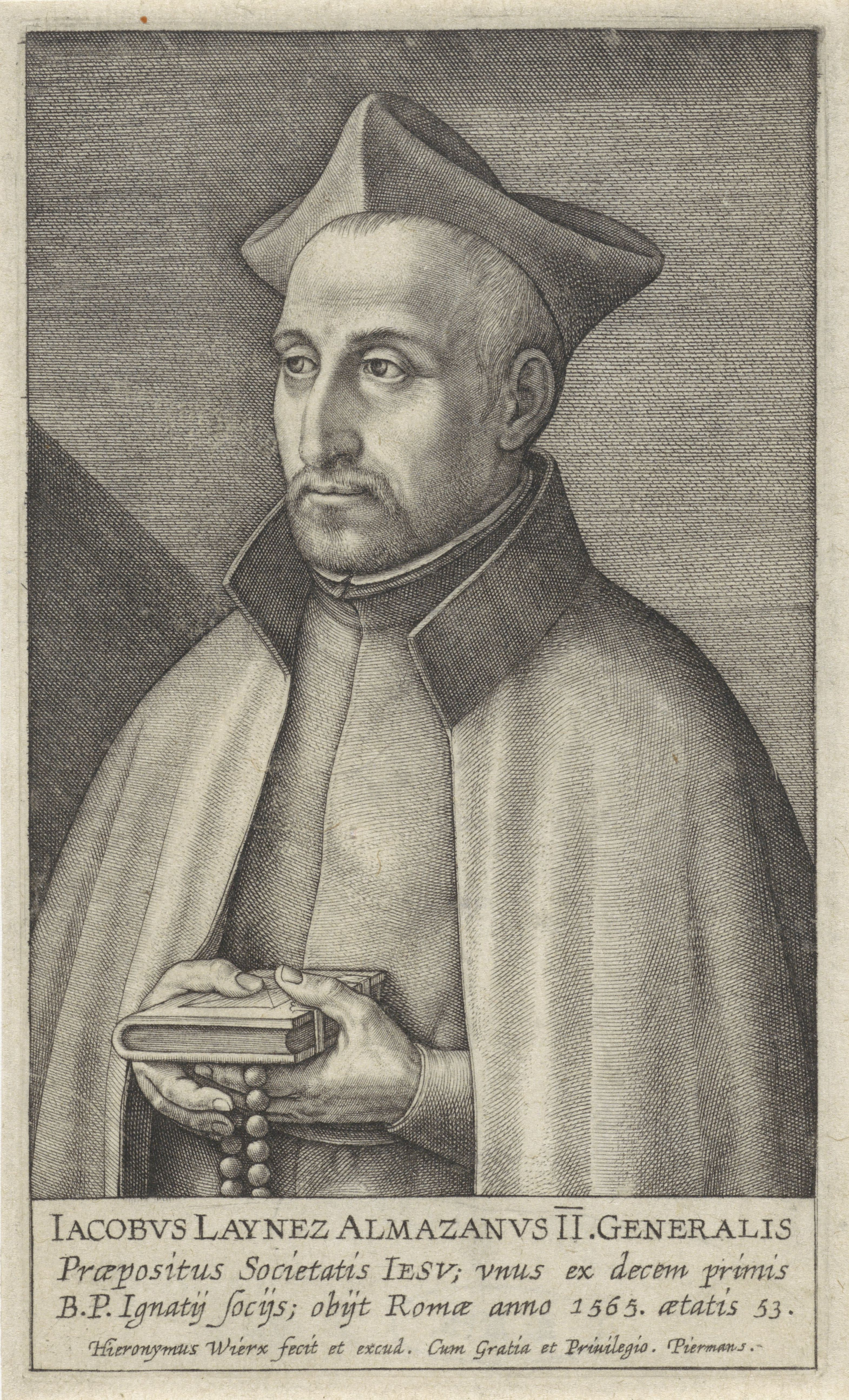
Diego Laínez

Diego Laínez, gelegentlich auch Diego Laynez, (* 1512 in Almazán, Kastilien; † 19. Januar 1565 in Rom) war der 2. General der Societas Jesu.

## Leben
Diego Laínez wurde 1512 als ältester Sohn einer marranischen Familie in Almazán (Provinz Soria) geboren. Ab 1528 studierte er zusammen mit Alfonso Salmerón an der Universität Alcalá und schloss dieses Studium 1532 mit dem Magister artium ab. Anschließend ging er mit Salméron an die Sorbonne nach Paris, um Theologie zu studieren. Dort schloss er bald Bekanntschaft mit seinem Landsmann Ignatius von Loyola.
Am 15. August 1534 war Laínez einer von sieben Studenten (Peter Faber, Francisco Javier, Simon Rodrigues de Azevedo, Alfonso Salmerón, Nicolás Bobadilla, Diego Laínez und Ignatius von Loyola), die unter der Leitung Loyolas in der Kapelle St. Denis am Montmartre ein Gelöbnis abgaben. Sie wollten nun in Armut und Keuschheit leben und Palästina missionieren. Dieser Tag gilt als der eigentliche Gründungstag der Societas Jesu.
1537 reisten Laínez und seine Kommilitonen nach Rom, um vom Heiligen Stuhl die offizielle Anerkennung ihrer Gemeinschaft einzuholen. Papst Paul III. stellte seine Unterstützung in Aussicht. Jeder der Sieben sollte zum Priester geweiht werden und die Erlaubnis bekommen, im Heiligen Land zu missionieren.
Als die Missionsreise wegen der unsicheren politischen Lage nicht stattfinden konnte, empfing Laínez am 24. Juni 1537 zusammen mit Loyola in Venedig die Priesterweihe. Zurück in Rom erhielt Laínez durch Papst Paul III. einen Lehrstuhl für dogmatische Theologie an der Universität in Rom.
Außerdem wurde Laínez zusammen mit Alfonso Salméron, Lefévre, Le Jaye und Covillon als päpstlicher Vertreter an das Konzil von Trient entsandt. Dort führte Laínez die theologischen Dispute unter der Verantwortung von Kardinal Marcello Cervini, dem späteren Papst Marcellus II.
1552/1553 wurde Laínez zum Provinzial der italienischen Ordensprovinz ernannt. Am 4. August 1556 berief man ihn zum Generalvikar. Nach dem Tod von Loyola (31. Juli 1556) wählte die Generalversammlung des Ordens ihn am 2. Juli 1558 zum 2. General des Ordens.
Unter seiner Leitung erfuhr der Orden einen großen Aufschwung. Seine erste Tat in seinem neuen Amt war die Änderung der Ausrichtung des Ordens von der reinen Seelsorge hin zum Lehr- und Erziehungsorden. Papst Pius IV. gestand einige Zeit später dem Orden zu, auch akademische Grade zu verleihen. Durch die Gründung vieler neuer Kollegien verbreiterte Laínez auch die Basis des Ordens.
Im Alter von 53 Jahren starb Diego Laínez am 19. Januar 1565 in Rom. Francisco de Borja wurde sein Nachfolger.

## Schriften
- Jacobi Lainez secundi praepositi generalis societatis Jesu disputationes Tridentinae. Ad manuscriptorum fidem edidit et commentariis historicis instruxit Hartmannus Grisar (Edition und wissenschaftlicher Kommentar von Hartmann Grisar). F. Rauch, Innsbruck 1886.
  - Bd. 1: Disputatio de origine jurisdictionis episcoporum et de Romani pontificis primatu
  - Bd. 2: Disputationes variae ad concilium Tridentinum spectantes. Commentarii morales et instructiones